# Przełęcz pod Czarnochem
Przełęcz pod Czarnochem – przełęcz na wysokości 660 m n.p.m. w południowo-zachodniej Polsce, w Sudetach Środkowych, w Górach Kamiennych, w paśmie Gór Suchych.
Przełęcz położona jest na południowy zachód od miejscowości Głuszyca, w środkowej części Gór Suchych, na południowej granicy państwa z Czechami. Na przełęczy położone było turystyczne przejście graniczne Głuszyca – Janovičky.
Najniższa przełęcz Gór Suchych, która wąskim obniżeniem oddziela masywy: Czarnocha od Kropińca. Rejon przełęczy zbudowany jest z permskich skał wylewnych – porfirów (trachitów) i melafirów (trachybazaltów). Obszar przełęczy porośnięty jest lasem świerkowym regla dolnego. Do przejścia na przełęczy prowadzi z Głuszycy Górnej droga asfaltowa z końcówką szutrową (ok. 850 m), po czeskiej stronie do przełęczy prowadzi asfaltowa droga lokalna z Olivětína przez Janovičky.

## Turystyka
Przez przełęcz prowadzą szlaki turystyczne.
 – zielony szlak graniczny prowadzący wzdłuż granicy z Tłumaczowa do Przełęczy Okraj
 – żółty szlak z Głuszycy do przełęczy.
Po czeskiej stronie do przełęczy prowadzą:
  – żółty szlak prowadzący z Rožmitál do przełęczy
  – niebieski szlak prowadzący z Meziměstí do Broumova.